# Карабулацький сільський округ (Зайсанський район)
Карабула́цький сільський округ (каз. Қарабұлақ ауылдық округі, рос. Карабулакский сельский округ) — адміністративна одиниця у складі Зайсанського району Східноказахстанської області Казахстану. Адміністративний центр — село Карабулак.
Населення — 2110 осіб (2021; 2125 у 2009, 2462 у 1999, 2599 у 1989).
Станом на 1989 рік існувала Карабулацька сільська рада (села Дауал, Карабулак, Каратал-Талди, Мукаші, Сатбай). Село Караталди було ліквідовано 2009 року.

## Склад
До складу округу входять такі населені пункти:
| Населений пункт | Старі назви   | Населення, осіб (1989) | Населення, осіб (1999) | Населення, осіб (2009) | Населення, осіб (2021) |
| --------------- | ------------- | ---------------------- | ---------------------- | ---------------------- | ---------------------- |
| Дауал, село     | -             | 195                    | 35                     | 38                     | 1                      |
| Карабулак, село | -             | 1955                   | 2241                   | 1953                   | 2097                   |
| Караталди, село | Каратал-Талди | 147                    | 18                     | 32                     | -                      |
| Мукаши, село    | Мукаші        | 116                    | 95                     | 56                     | 6                      |
| Сатбай, село    | -             | 186                    | 73                     | 46                     | 6                      |